# 棕带焦掌贝
棕带焦掌贝（学名：Palmadusta asellus）又稱浮标宝螺（Cypraea asellus），为宝贝科焦掌贝属的动物。分布于印度洋－太平洋区水域，一般栖息于潮间带低潮线附近或稍深浅水的岩礁间。该物种的模式产地在印度尼西亚安汶。